# Margareta Keszeg
Margareta Keszeg (* 31. August 1965 in Mediaș) ist eine ehemalige rumänische Langstreckenläuferin aus der ungarischen Minderheit in Siebenbürgen.

## Leben
Zu Beginn ihrer Laufbahn trat Keszeg auch im Mittelstreckenbereich an. Im 1500-Meter-Lauf wurde sie bei den Leichtathletik-Hallenweltspielen 1985 in Paris Fünfte und gewann im selben Jahr bei der Universiade in Kōbe die Silbermedaille.
Die meisten ihrer internationalen Erfolge erzielte Keszeg allerdings im 3000-Meter-Lauf in der Halle. Über diese Distanz errang sie bei den Leichtathletik-Hallenweltmeisterschaften 1991 in Sevilla und 1993 in Toronto Silbermedaillen sowie 1989 in Budapest eine Bronzemedaille. Bei Leichtathletik-Halleneuropameisterschaften gewann sie 1992 in Genua den Titel sowie 1990 in Glasgow und 1994 in Paris Silbermedaillen. Zu ihren bedeutendsten Resultaten unter freiem Himmel zählen die fünften Plätze bei den Leichtathletik-Europameisterschaften 1990 in Split und bei den Leichtathletik-Weltmeisterschaften 1991 in Tokio sowie der elfte Platz bei den Olympischen Spielen 1992 in Barcelona.
Des Weiteren wurde Keszeg 1989 und 1992 rumänische Meisterin im 3000-Meter-Lauf und siegte über diese Distanz 1990 bei den offenen japanischen Meisterschaften sowie 1991 bei den US-amerikanischen Hallenmeisterschaften.
Bei den Crosslauf-Europameisterschaften 1994 in Alnwick belegte Keszeg den 16. Platz und gewann mit der rumänischen Mannschaft die Nationenwertung. In den drei vorangegangenen Jahren war sie jeweils nationale Meisterin im Crosslauf geworden.
Margareta Keszeg ist 1,65 m groß und hatte ein Wettkampfgewicht von 51 kg.